# 오대진언 목판
오대진언 목판(五大眞言 木板)은 대한민국 충청남도 서산시 운산면 개심사에 있는, 조선시대 1604년(선조 37)에 가야산 강당사(講堂寺)에서 간행된 목판이다. 2017년 12월 26일 대한민국의 보물 제1967호로 지정되었다.

## 개요
오대진언 목판은 1604년(선조 37)에 가야산 강당사(講堂寺)에서 간행된 것이다. 1619년 한여현(韓汝賢)이 지은 서산군 읍지류인 『호산록(湖山錄)』에 보원사가 강당사로 불린다는 기록이 있어 강당사는 보원사의 또 다른 이름인 것으로 보인다.
오대진언은 1485년(성종 16)에「사십이수진언(四十二手眞言)」,「신묘장구대다라니(神妙章句大陀羅尼)」,「수구즉득다라니(隨求卽得陀羅尼)」,「대불정다라니(大佛頂陀羅尼)」,「불정존승다라니(佛頂尊勝陀羅尼)」등 다라니 다섯 종류를 묶어 범자(梵字)를 적고 한자와 한글로 음역을 달아 처음 간행되었다. 이로 인해 범자와 한글의 용법 연구에 귀중한 자료가 된다.
개심사 소장 목판은 오대진언 중에서「수구즉득다라니」부분만을 판각한 것으로 9판(28장)이 완전하게 전래되고 있으며, 현존 오대진언 목판 중 가장 오래되고 완전한 판본으로서 문화재적 가치가 높다.

## 참고 자료
- 오대진언 목판 - 국가유산청 국가유산포털
- 이 문서에는 문화재청에서 공공누리 제1유형으로 배포된 자료를 바탕으로 한 내용이 포함되어 있습니다.